# Laine Villenthal
Laine Villenthal, född 29 juni 1922 i Ellamaa nära Riisipere, död 23 maj 2009 i Tallinn, var en estnisk luthersk teolog och lärare. Hon var den första kvinnliga prästen och kyrkoherden i Estniska evangelisk-lutherska kyrkan (EELK).

## Biografi
Villenthal arbetade som lärare för grundskolans lägre årskurser innan hon började studera vid EELK:s teologiska institut i Estniska SSR 1951. Genom en regeländring som tillät kvinnliga präster på samma villkor som manliga präster 12 oktober 1967 blev Villenthal 16 november den första kvinnan som prästvigdes inom EELK. Hon verkade därefter i kyrkan i Misso i Võrumaa i tio år, innan hon blev kyrkoherde i Pindi nära Võru.

## Utmärkelser
- Estniska Röda korsets orden av första klassen, 2004.